# Ардіс I
Ардіс (Ард) I (д/н — 761/759 до н. е.) — цар Лідії в 797 — 761/759 роках до н. е.

## Життєпис
Походив з династії Тілонідів (Гераклідів). Про його 17 (за Геродотом — 19) попередних царів відсутні будь-які відомості. Був сучасником і васалом фригійського царя Міди I. Панував за різними свідченнями 35—36 років.
Йому спадкував син Аліатт I.